# Strabomantidae
Die Strabomantidae sind eine neotropisch verbreitete Familie der Froschlurche (Anura), die aufgrund phylogenetischer Untersuchungen im Jahr 2008 etabliert wurde. 2011 wurde die Familie Strabomantidae von Pyron und Wiens mit der ebenfalls 2008 von Hedges et al. errichteten Familie Craugastoridae vereinigt. Von vielen Autoren wurden aber die Strabomantidae weiterhin als eigenständige Froschfamilie mit vier Unterfamilien beibehalten. 2018 wurden die Strabomantidae endgültig wieder aus der Familie Craugastoridae ausgegliedert, um innerhalb der Überfamilie Brachycephaloidea, auch Terrarana genannt, eine bessere Abbildung der Verwandtschaftsverhältnisse zu erzielen. Diese Darstellung ist jedoch noch nicht abgeschlossen und es sind weitere Änderungen zu erwarten.

## Lebensweise und Entwicklung

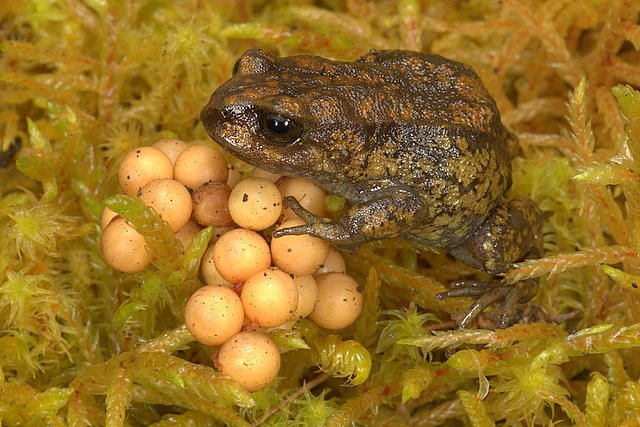
Bryophryne cophites mit Eigelege

Kennzeichnend für die Biologie der Familie ist eine direkte Entwicklung, also das Fehlen eines aquatilen Kaulquappenstadiums. Stattdessen vollzieht sich die Larvalentwicklung innerhalb der an Land abgelegten Eier, aus denen fertige Jungfrösche schlüpfen. Diese Art der Entwicklung ist auch noch bei anderen Froschfamilien zu beobachten, die zusammen mit den Strabomantidae zu der Klade Terrarana, gleichbedeutend mit der Überfamilie Brachycephaloidea, zusammengefasst werden.

## Verbreitung
Die Frösche aus der Familie Strabomantidae sind in Mittel- und Südamerika bis ins nördliche Argentinien sowie ins Amazonasbecken verbreitet.
Ihr Verbreitungsgebiet reicht vom östlichen Honduras über Costa Rica bis ins südliche Kolumbien und an die Pazifikküste Ecuadors. An den Hängen der Anden kommt diese Froschfamilie vom südlichen Ecuador über Peru und Bolivien bis ins nördliche Argentinien vor. Im nördlichen Südamerika ist sie im Norden Venezuelas sowie in den Guyanas verbreitet und besiedelt das gesamte Amazonasbecken von Kolumbien, Peru und Bolivien bis an die Atlantikküste Brasiliens. Darüber hinaus ist sie auch auf den Inseln Trinidad und Tobagos, Grenadas und auf anderen Inseln der Kleinen Antillen mit Arten vertreten.

## Systematik und Taxonomie
Viele Arten der beiden Familien waren vor 2008 in andere Taxa eingeordnet worden, beispielsweise in die riesige Sammelgattung der Antillen-Pfeiffrösche (Eleutherodactylus) sowie die Familie der Südfrösche (Leptodactylidae). Das neu zusammengestellte Taxon Craugastoridae umfasst gegenwärtig vier Unterfamilien mit insgesamt mehr als 800 Arten. Die mit Abstand größte Gattung ist Pristimantis mit mehr als 450 beschriebenen Arten zum Ende des Jahres 2013, Ende 2017 waren es bereits 522 Arten, Mitte August 2019 waren es 546 Arten und Mitte September 2021 571 Arten, Mitte Februar 2022 war die Gruppe mit 590 Arten die zahlenmäßig größte Wirbeltiergattung der Welt und umfasst 2024 608 Arten. Pristimantis appendiculatus, Pristimantis imthurni, Pristimantis jamescameroni, Pristimantis ledzeppelin und Pristimantis xylochobates gehören zu dieser Gattung.

### Unterfamilien
Die Strabomantidae umfassen vier Unterfamilien:
Stand: 3. Juni 2024
- Holoadeninae Hedges, Duellman & Heinicke, 2008 (73 Arten)
- Hypodactylinae Heinicke, Lemmon, Lemmon, McGrath & Hedges, 2017 „2018“ (15 Arten)
- Pristimantinae Pyron & Wiens, 2011 (612 Arten)
- Strabomantinae Hedges, Duellman & Heinicke, 2008 (16 Arten)

#### Unterfamilie Holoadeninae
Gattungen:
- Bahius Dubois, Ohler & Pyron, 2021 (1 Art)
  - Bahius bilineatus (Bokermann, 1975)
- Barycholos Heyer, 1969 (2 Arten)
  - Barycholos pulcher (Boulenger, 1898)
  - Barycholos ternetzi (Miranda-Ribeiro, 1937)
- Bryophryne Hedges, Duellman & Heinicke, 2008 (11 Arten)
  - Bryophryne abramalagae Lehr and Catenazzi, 2010
  - Bryophryne bakersfield Chaparro, Padial, Gutiérrez & De la Riva, 2015
  - Bryophryne bustamantei (Chaparro, De la Riva, Padial, Ochoa & Lehr, 2007)
  - Bryophryne cophites (Lynch, 1975)
  - Bryophryne hanssaueri Lehr & Catenazzi, 2009
  - Bryophryne nubilosus Lehr & Catenazzi, 2008
  - Bryophryne phuyuhampatu Catenazzi, Ttito, Diaz & Shepack, 2017
  - Bryophryne quellokunka De la Riva, Chaparro, Castroviejo-Fisher & Padial, 2017
  - Bryophryne tocra De la Riva, Chaparro, Castroviejo-Fisher & Padial, 2017
  - Bryophryne wilakunka De la Riva, Chaparro, Castroviejo-Fisher & Padial, 2017
  - Bryophryne zonalis Lehr & Catenazzi, 2009
- Euparkerella Griffiths, 1959 (5 Arten)
  - Euparkerella brasiliensis (Parker, 1926)
  - Euparkerella cochranae Izecksohn, 1988
  - Euparkerella cryptica Hepp, Carvalho-e-Silva, Carvalho-e-Silva & Folly, 2015
  - Euparkerella robusta Izecksohn, 1988
  - Euparkerella tridactyla Izecksohn, 1988
- Holoaden Miranda-Ribeiro, 1920 (4 Arten)
  - Holoaden bradei Lutz, 1958
  - Holoaden luederwaldti Miranda-Ribeiro, 1920
  - Holoaden pholeter Pombal, Siqueira, Dorigo, Vrcibradic & Rocha, 2008
  - Holoaden suarezi Martins & Zaher, 2013
- Microkayla De la Riva, Chaparro, Castroviejo-Fisher & Padial, 2017 (25 Arten)
- Noblella Barbour, 1930 (12 Arten)
  - Noblella bagrecito (Lynch, 1986)
  - Noblella carrascoicola (De la Riva & Köhler, 1998)
  - Noblella chirihampatu (Catenazzi & Ttito, 2016)
  - Noblella glauca (Catenazzi & Ttito, 2018)
  - Noblella losamigos Santa Cruz, von May, Catenazzi, Whitcher, López Tejeda & Rabosky, 2019
  - Noblella madreselva Catenazzi, Uscapi & von May, 2015
  - Noblella peruviana (Noble, 1921)
  - Noblella pygmaea Lehr & Catenazzi, 2009
  - Noblella ritarasquinae (Köhler, 2000)
  - Noblella thiuni Catenazzi & Ttito, 2019
  - Noblella usurpator (De la Riva, Chaparro & Padial, 2008)
  - Noblella vilcabambensis (Condori, Acevedo-Rincón, Mamani, Delgado C. & Chaparro, 2020)
- Phyllonastes Heyer, 1977 (11 Arten)
  - Phyllonastes arutam (Brito-Zapata, Chávez-Reyes, Pallo-Robles, Carrión-Olmedo, Cisneros-Heredia & Reyes-Puig, 2024)
  - Phyllonastes coloma (Guayasamin & Terán-Valdez, 2009), Synonym: Noblella coloma
  - Phyllonastes duellmani Lehr, Aguilar & Lundberg, 2004, Synonym: Noblella duellmani
  - Phyllonastes heyeri Lynch, 1986
  - Phyllonastes lochites (Lynch, 1976), Synonym: Noblella lochites
  - Phyllonastes lynchi Duellman, 1991, Synonym: Noblella lynchi
  - Phyllonastes mindo (Reyes-Puig, Guayasamin, Koch, Brito-Zapata, Hollanders, Costales & Cisneros-Heredia, 2021), Synonym: Noblella mindo[8]
  - Phyllonastes myrmecoides (Lynch, 1976), Synonym: Noblella myrmecoides
  - Phyllonastes naturetrekii (Reyes-Puig, Reyes-Puig, Ron, Ortega, Guayasamin, Goodrum, Recalde, Vieira, Koch & Yánez-Muñoz, 2019), Synonym: Noblella naturetrekii[9]
  - Phyllonastes personina (Harvey, Almendáriz, Brito-M. & Batallas-R., 2013), Synonym: Noblella personina
  - Phyllonastes worleyae (Reyes-Puig, Maynard, Trageser, Vieira, Hamilton, Lynch, Culebras, Kohn, Brito & Guayasamin, 2020), Synonym: Noblella worleyae[10]
- Qosqophryne Catenazzi, Mamani, Lehr & von May, 2020 (3 Arten)
  - Qosqophryne flammiventris (Lehr and Catenazzi, 2010)
  - Qosqophryne gymnotis (Lehr and Catenazzi, 2009)
  - Qosqophryne mancoinca (Mamani, Catenazzi, Ttito, Mallqui, and Chaparro, 2017)

Die Gattung Psychrophrynella Hedges, Duellman & Heinicke, 2008 mit 5 Arten wurde mit der Gattung Noblella synonymisiert.

#### Unterfamilie Hypodactylinae
Gattung:
- Niceforonia Goin & Cochran, 1963 (15 Arten)
  - Niceforonia adenobrachia (Ardila-Robayo, Ruiz-Carranza, and Barrera-Rodriguez, 1996)
  - Niceforonia aderca (Lynch, 2003)
  - Niceforonia araiodactyla (Duellman and Pramuk, 1999)
  - Niceforonia babax (Lynch, 1989)
  - Niceforonia brunnea (Lynch, 1975)
  - Niceforonia columbiana (Werner, 1899)
  - Niceforonia elassodiscus (Lynch, 1973)
  - Niceforonia fallaciosa (Duellman, 2000)
  - Niceforonia latens (Lynch, 1989)
  - Niceforonia lucida (Cannatella, 1984)
  - Niceforonia mantipus  (Boulenger, 1908)
  - Niceforonia nana Goin and Cochran, 1963
  - Niceforonia nigrovittata (Andersson, 1945)
  - Niceforonia peraccai (Lynch, 1975)
  - Niceforonia philippi (Jmenez de la Espada, 1875)

Die Gattung Hypodactylus wurde im Jahr 2018 nach molekulargenetischen Untersuchungen mit Niceforonia synonymisiert.

#### Unterfamilie Pristimantinae
Gattungen:
- Lynchius Hedges, Duellman & Heinicke, 2008 (8 Arten)
- Oreobates Jiménez de la Espada, 1872 (26 Arten)
- Phrynopus Peters, 1873 (37 Arten)
- Pristimantis Jiménez de la Espada, 1870 (612 Arten)
- Serranobatrachus Arroyo, Targino, Rueda-Solano, Daza-R. & Grant, 2022 (7 Arten)
- Tachiramantis Heinicke, Barrio-Amorós & Hedges, 2015 (7 Arten)
- Yunganastes Padial, Castroviejo-Fisher, Köhler, Domic & De la Riva, 2007 (5 Arten)

#### Unterfamilie Strabomantinae
Gattung:
- Strabomantis Peters, 1863 (16 Arten)

## Galerie

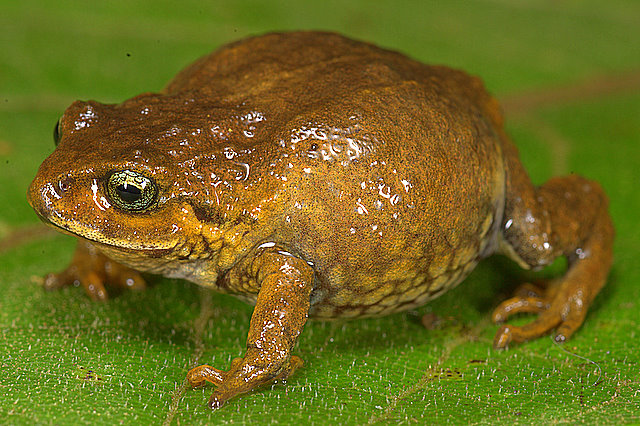
Bryophryne bustamantei
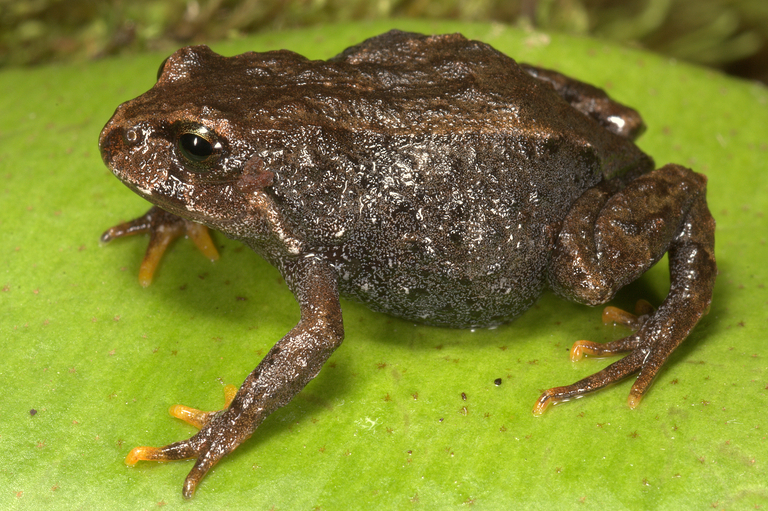
Bryophryne nubilosus
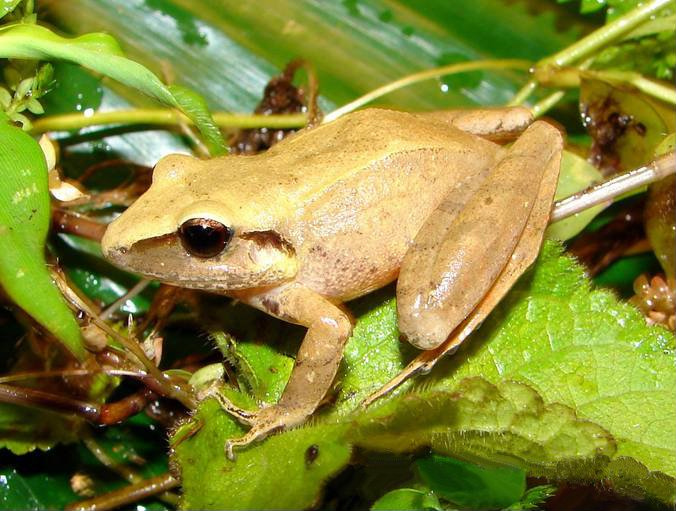
Pristimantis achatinus
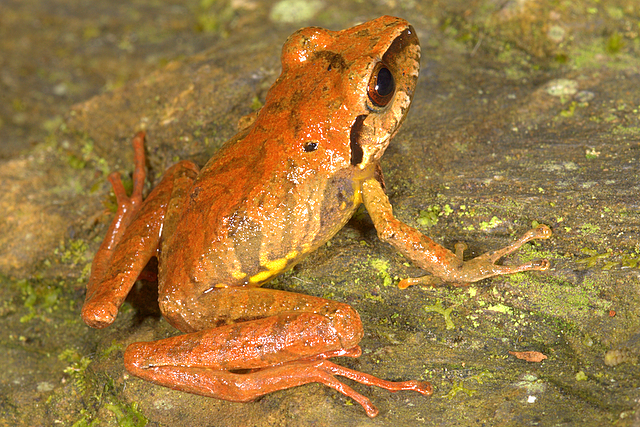
Pristimantis danae
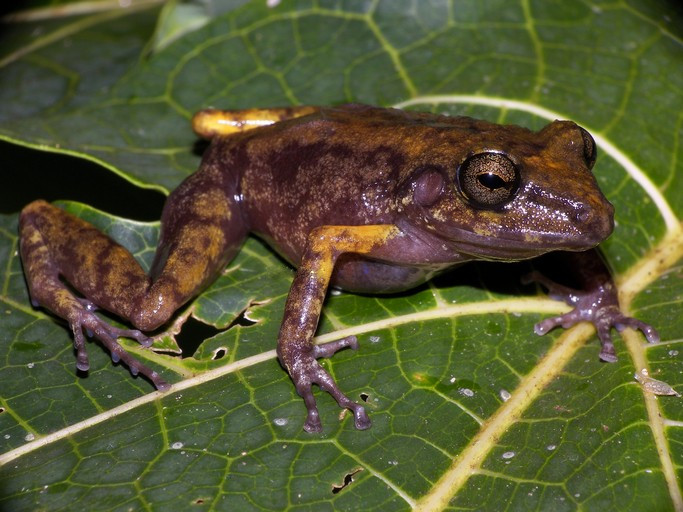
Pristimantis gaigeae
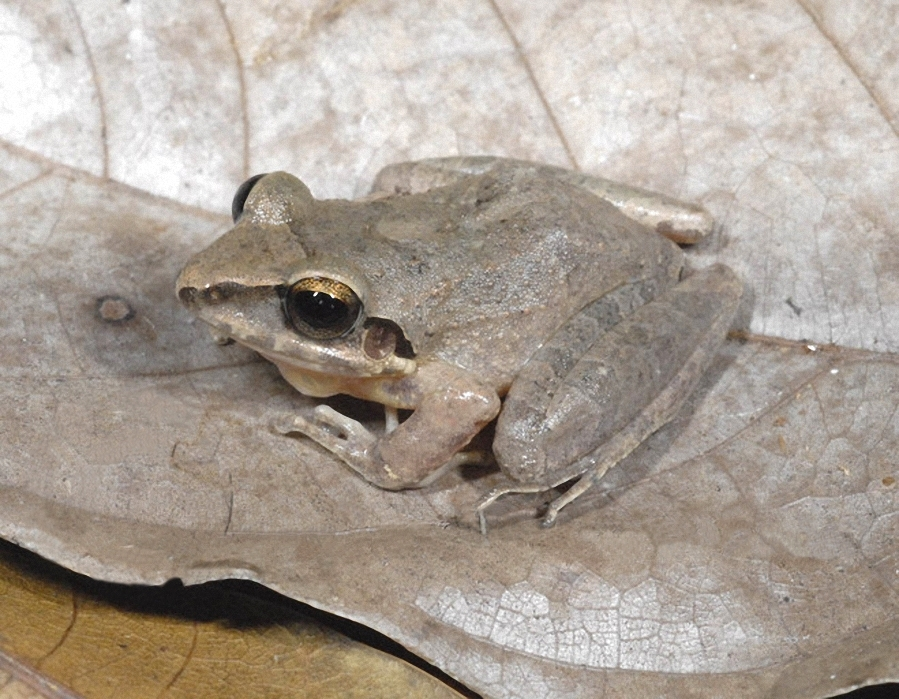
Pristimantis lymani
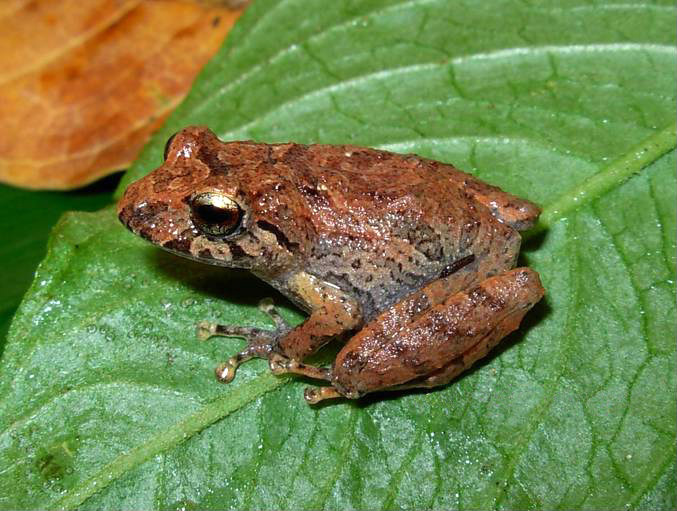
Pristimantis paisa
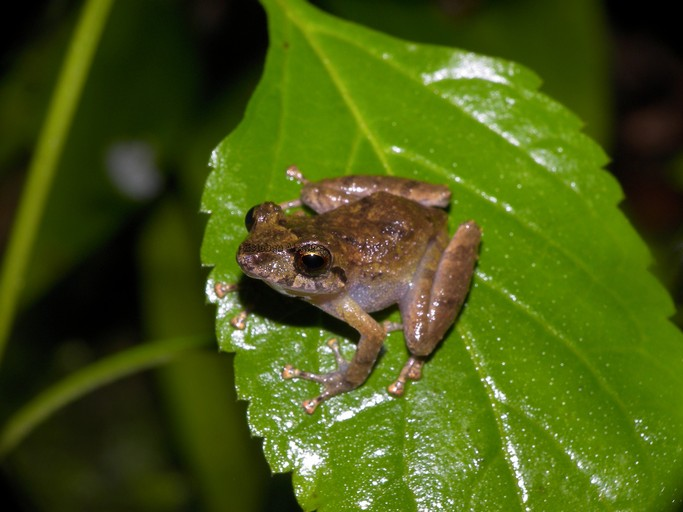
Pristimantis palmeri
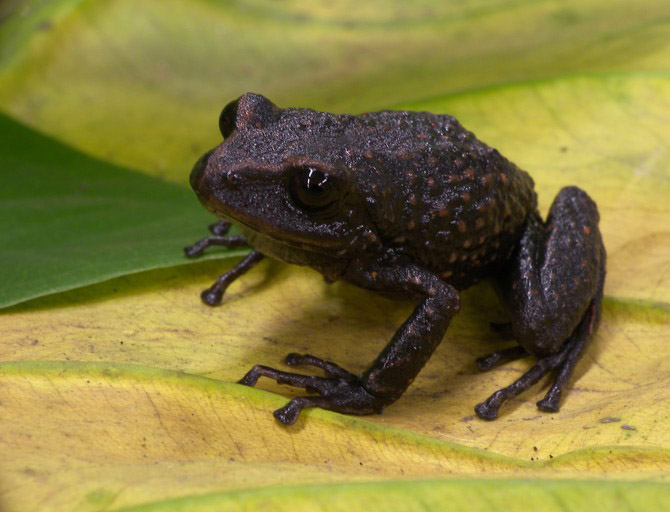
Pristimantis parectatus
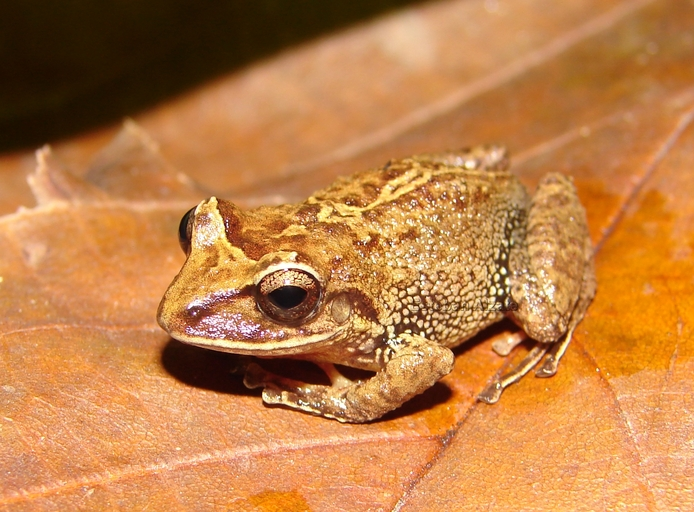
Pristimantis permixtus
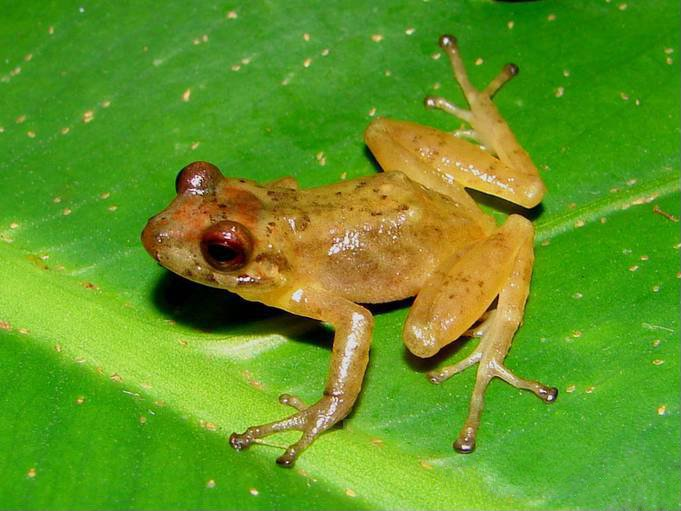
Pristimantis prolixodiscus
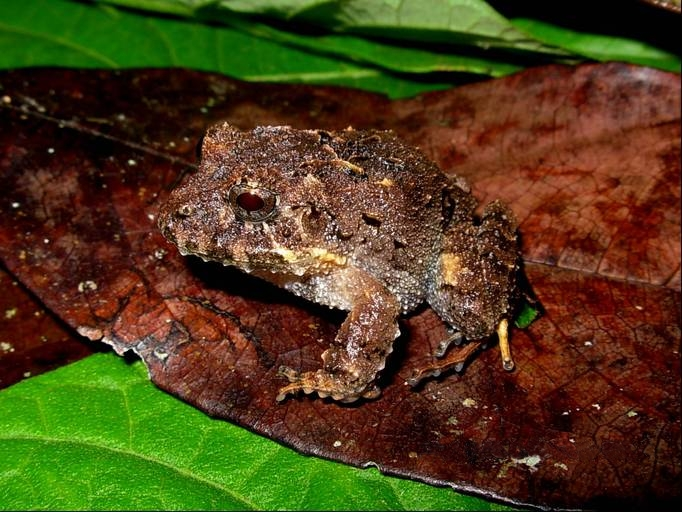
Strabomantis biporcatus